# いすみ郵便局
いすみ郵便局（いすみゆうびんきょく）は千葉県いすみ市にある郵便局。民営化前の分類では集配特定郵便局であった。

## 概要
住所：〒298-0199 千葉県いすみ市弥正139-1

## 沿革
- 1875年（明治8年）5月1日 - 苅谷（かりや）郵便局（五等）として開設[1]。
- 1885年（明治18年）10月1日 - 貯金取扱を開始。
- 1894年（明治27年）1月1日 - 為替取扱を開始。
- 1960年（昭和35年）1月20日 - 千町郵便局から電話交換事務を移管[2]。
- 1962年（昭和37年）4月1日 - 中川簡易郵便局の廃止に伴い、取扱事務を承継。
- 1967年（昭和42年）7月9日 - 山田郵便局から和文電報配達業務の一部[3]を移管。
- 1972年（昭和47年）9月20日 - 電話交換業務を大原電報電話局に移管。
- 1987年（昭和62年）3月29日 - 千町郵便局の廃止に伴い、取扱事務を承継。
- 1992年（平成4年）11月30日 - 夷隅郡夷隅町苅谷から同町弥正に移転するとともに、いすみ郵便局に改称。
- 1998年（平成10年）11月2日 - 郵便振替の小切手払の取扱を開始。
- 2007年（平成19年）10月1日 - 民営化に伴い、併設された郵便事業大原支店いすみ集配センターに一部業務を移管。
- 2012年（平成24年）10月1日 - 日本郵便株式会社発足に伴い、郵便事業大原支店いすみ集配センターをいすみ郵便局に統合。

## 取扱内容
- 郵便、印紙、ゆうパック、内容証明
- 貯金、為替、振替、振込、国際送金、国債
- 生命保険、バイク自賠責保険
- ゆうちょ銀行ATM
- いすみ市内の一部地域の集配業務

## 周辺
- いすみ市役所 夷隅庁舎
- いすみ市立国吉中学校
- 夷隅文化会館
- いすみ市郷土資料館
- 国道465号

## アクセス
- いすみ鉄道いすみ線 国吉駅から徒歩約15分
- いすみシャトルバス 弥正青年館停留所、もしくはいすみ市民バス（市内循環線） 市役所夷隅庁舎前停留所下車
- 駐車場あり：5台